# Красний (Темниковський район)
Кра́сний (рос. Красный, ерз. Красный) — селище у складі Темниковського району Мордовії, Росія. Входить до складу Пурдошанського сільського поселення.
Населення — 7 осіб (2010; 14 у 2002).
Національний склад (станом на 2002 рік):
- росіяни — 100 %